# Сан Ђовани (Палермо)
Сан Ђовани је насеље у Италији у округу Палермо, региону Сицилија.
Према процени из 2011. у насељу је живело 162 становника. Насеље се налази на надморској висини од 663 м.